# Pseudomyrmex elongatulus
Pseudomyrmex elongatulus is een mierensoort uit de onderfamilie van de Pseudomyrmecinae. De wetenschappelijke naam van de soort is voor het eerst geldig gepubliceerd in 1892 door Dalla Torre.